# Changping, Hubei
För andra betydelser, se Changping (olika betydelser).
Changping (kinesiska: 长坪, 长坪镇) är en köping i Kina. Den ligger i provinsen Hubei, i den centrala delen av landet, 1 000 km söder om huvudstaden Peking. Changping ligger 257 meter över havet och antalet invånare är 16 425. Befolkningen består av 7 513 kvinnor och 8 912 män. Barn under 15 år utgör 10,0 %, vuxna 15-64 år 76 %, och äldre över 65 år 12,0 %.
Terrängen runt Changping är huvudsakligen kuperad, men åt nordväst är den bergig. Changping ligger nere i en dal. Runt Changping är det ganska tätbefolkat, med 144 invånare per kvadratkilometer. Närmaste större samhälle är Limiao, 12,6 km öster om Changping. I omgivningarna runt Changping växer i huvudsak blandskog.